# 彩乃加奈美
彩乃かなみ（1976年8月7日－），前寶塚歌劇團月組首席娘役、日本女演員及歌手。出生於日本群馬縣前橋市，血型O型，身高160公分，興趣為舞台鑑賞、美容、旅行、騎馬。暱稱「みほこ」（Mihoko）。目前所屬於Manase藝能事務所下的F-spirit。

## 簡介
1995年，在第三次入學考試中合格，進入寶塚音樂學校。
1997年，以第二名的成績進入寶塚歌劇團，為該團第83期生。入團後首場演出為雪組公演『假面羅曼史』（仮面のロマネスク），之後被分配至花組。同期生包括紫城るい(前宙組首席娘役)、悠未ひろ(前宙組男役)。
1999年，在『TANGO ARGENTINO』（タンゴ・アルゼンチーノ）新人公演中飾演瑪格莉特一角，初次在新人公演中飾演女主角，並在合演的秀『ザ・レビュー'99』中擔任大階段領唱（エトワール）。同年，在Bow Hall公演『羅密歐與茱麗葉'99』（ロミオとジュリエット'99）中飾演茱麗葉，初次在小劇場中飾演女主角。
2000年，在『路德維希二世』（ルートヴィヒII世）劇中演唱華格納作品《羅恩格林》中的詠嘆調。
2001年，出演改編自小說家安東尼·普列沃斯《騎士德格魯與瑪儂蕾絲考》的小劇場公演『瑪儂』，再次在小劇場擔任女主角。同年組替至宙組，排在時任首席娘役花總まり後，擔任該組二番手娘役，並多次擔任大階段領唱。
2005年，在寶塚慈善演唱會中宇宙組成員合唱「化為千風」，同年4月4日，組替至月組，並於5月23日就任首席娘役，擔任瀨奈じゅん的搭檔，兩人小劇場披露公演為『Ernest in Love』。
2007年，與時任雪組首席娘役白羽ゆり、星組首席娘役遠野あすか三人合出寫真集「Mon Bijou」。同年12月，參加「FNS歌謠祭」與秋川雅史合唱「化為千風」並在隔年6月，出版獨唱版CD。在團期間擔任東京皇宮飯店的代言人。
2008年7月6日，在東京寶塚劇場公演『ME AND MY GIRL』最後一場演出中退團。退團後主要以歌手身分活躍於演藝圈，目前所屬於F-spirit事務所（エフ・スピリット），同事務所的寶塚OG包括前月組首席男役真琴つばさ。

## 寶塚歌劇團時期主要作品

### 初舞台公演
- 1997年3～5月，雪組『假面羅曼史／黃金歲月』（仮面のロマネスク／ゴールデン・デイズ）（寶塚大劇場）

### 花組時代
- 『SPEAKEASY』（SPEAKEASY －風の街(シカゴ)の純情な悪党たち－）飾演：リトル・スージー・リー／新人公演：ルーシー（本役：渚あき）
- 『タンゴ・アルゼンチーノ／ザ・レビュー'99』飾演：ルネ／新人公演：瑪格麗特（本役：大鳥れい）　＊新人公演初女主角
- 『羅密歐與茱麗葉'99』（ロミオとジュリエット'99）（寶塚Bow Hall）飾演：茱麗葉　＊小劇場初女主角
- 『源氏物語あさきゆめみし／ザ・ビューティーズ！』飾演：女三宮／新人公演：明石之君（本役：水夏希、彩吹真央）
- 『源氏物語』（あさきゆめみし〜Lived In A Dream〜）飾演：紫之上　＊電視劇
- 『路德維希二世／ASIAN SUNRISE』（ルートヴィヒII世／アジアン・サンライズ）飾演：ゾフィー
- 『瑪儂』（マノン）（Bow Hall）飾演：マノン・レスコー　＊小劇場女主角
- 『米開朗基羅／VIVA！』（ミケランジェロ／VIVA！）飾演：クラリーチェ

### 宙組時代
- 『費加洛！』（フィガロ！）（Bow Hall、日本青年館）飾演：スザンナ　＊女主角
- 『永不消失的海市蜃樓／Dancing Spirit！』（カステル・ミラージュ／ダンシング・スピリット！）飾演：パティ／新人公演：エヴァ・マリー（本役：花總まり）　＊新人公演女主角
- 『鳳凰傳／The Show Stopper』（鳳凰伝／ザ・ショーストッパー）飾演：タマル／新人公演：トゥーランドット（本役：花總まり）　＊新人公演女主角
- 『傭兵皮耶／滿天星大夜總會』（傭兵ピエール／満天星大夜總会）飾演：ルイーズ／新人公演：ジャンヌ・ダルク（本役：花總まり） ＊新人公演女主角
- 『鳳凰傳／The Show Stopper』（鳳凰伝／ザ・ショーストッパー）（博多座）飾演：アデルマ
- 『白夜中的閃電／Temptation！』（白昼の稲妻／テンプテーション！）飾演：ベラ
- 『魅影』（ファントム）飾演：ソレリ
- 『THE LAST PARTY』（Bow Hall）飾演：ゼルダ　＊女主角
- 『史戴拉莫里斯旅館／Revue傳說』 （ホテル・ステラマリス／レヴュー伝説）飾演：アリソン

### 月組首席娘役時代
- 『不可兒戲』 （Ernest in Love）（梅田藝術劇場）飾演：Gwendolen‧Fairfax
- 『活潑的妖精們／REVUE OF DREAMS』（JAZZYな妖精たち／REVUE OF DREAMS）飾演：シャノン・マクニール
- 『霞光映照紫之花／REVUE OF DREAMS』（あかねさす紫の花／REVUE OF DREAMS）（中日劇場）飾演：額田女王
- 『THE LAST PARTY」（東京藝術劇場）飾演：ゼルダ
- 『暁のローマ／レ・ビジュー・ブリアン」飾演：ポルキア
- 『霞光映照紫之花／寶石之詩』（あかねさす紫の花／レ・ビジュー・ブリアン」（全國巡演）飾演：額田女王
- 『比巴黎的天空更高／Fancy Dance』（パリの空よりも高く／ファンシー・ダンス）飾演：ミミ
- 『達爾湖之戀』（ダル・レークの恋」（全國巡演）飾演：カマラ
- 『MAHOROBA／魔術師的憂鬱』（MAHOROBA／マジシャンの憂）飾演：オトタチバナヒメ／ヴェロニカ
- 『A-"R"ex」（梅田藝術劇場・日本青年館）飾演：ニケ
- 『ME AND MY GIRL」飾演：Sally‧Smith　＊退團公演

## 外部連結
- 彩乃かなみ官方網站 （页面存档备份，存于）
- 彩乃かなみ官方部落格 （页面存档备份，存于）
- 東京都會電視台網站彩乃かなみ簡介TAKARAZUKA ～Cafe Break～今週のゲスト彩乃かなみ，存档于Archive.today（存檔日期 20250423）